# In Translation
In Translation è un album in studio del cantante britannico Peter Hammill, pubblicato nel 2021. Tutti i testi delle canzoni sono in inglese.

## Tracce
1. The Folks Who Live On The Hill – 3:26 (Hammerstein-Kern)
2. Hotel Supramonte – 5:08 (Fabrizio De André, Massimo Bubola)
3. Oblivion – 4:45 (Angela Tarenzi, Astor Piazzolla)
4. Ciao Amore – 4:40 (Luigi Tenco)
5. This Nearly Was Mine – 2:23 (Rodgers & Hammerstein)
6. After A Dream (Trois mélodies, Op. 7) – 2:42 (Gabriel Fauré, Romain Bussine)
7. Ballad For My Death (Balada para mi muerte) – 4:09 (Astor Piazzolla, Horacio Ferrer)
8. I Who Have Nothing (Uno dei tanti) – 2:46 (Carlo Donida, Mogol, Jerry Leiber &  Mike Stoller)
9. Il Vino – 3:37 (Gianni Marchetti, Piero Ciampi)
10. Lost To The World (Ich bin der Welt abhanden gekommen) – 6:09 (Friedrich Rückert, Gustav Mahler)